# Salve, Oh Patria
Salve, Oh Patria este imnul național din Ecuador.
Versurile au fost scrise în 1865 de poetul Juan León Mera, la cererea Senatului ecuadorian. Muzica a fost compusă de  Antonio Neumane. Cu toate acestea, Congresul a adoptat oficial imnul abia pe 29 septembrie 1948.
Imnul constă dintr-un refren și șase strofe. Se cântă numai strofa a 2-a și refrenul (înainte și după strofa a 2-a)